# Magenta Skycode
Magenta Skycode ist eine finnische Indie-Rock-Band aus Turku, die 2005 von Jori Sjöroos gegründet wurde. Sie besteht aus Tomi Mäkilä, Niko Kivikangas, Henry Ojala, Kalle Taivainen und dem Sänger und Songschreiber Jori Sjöroos, der auch von This Empty Flow und Fu-Tourist bekannt ist und die finnische Pop-/Rock-Band PMMP produziert. Bezeichnenderweise ist Magenta Skycode der Name des Debütalbums von This Empty Flow.

## Diskografie

### Alben
- IIIII (2006)
- Relief (2010)

### EPs
- Compass (2005)
- We Will Be Warm (2013)